# Psilotreta illuan
Psilotreta illuan là một loài Trichoptera trong họ Odontoceridae. Chúng phân bố ở miền Ấn Độ - Mã Lai.